# Kuzle
Kuzle so nekdanja jugoslovanska punk glasbena skupina iz Idrije, ki je delovala med letoma 1980 in 1982. Skupina sodi v jedro drugega slovenskega punk vala iz zgodnjih osemdesetih let 20. stoletja. Skupaj s skupino Šund so bili osrednje ime idrijske pankovske scene, ki je z metliškimi Indust-bag predstavljala avtentičen odgovor slovenske province ljubljanski sceni (Lublanski psi, Buldogi, ...). Druga generacija slovenskega punka je dobila svoje mesto na kompilaciji Lepo je..., izdani leta 1982 pri ZKP RTV Ljubljana (danes RTV Slovenija), na kateri sta tudi tri skladbe Kuzel. To je bila do leta 2010 edina uradna fonografska izdaja z glasbo skupine.
V obdobju svojega kratkega delovanja je bila skupina dvakrat v studiu, obakrat v »studiu« Radia Študent, kjer so pod taktirko takrat neizkušenega producenta Jurija Tonija posneli: prvič za potrebe Radia Študent (na stereo kolutni magnetofon) »Če se rodiš cigan«, »Prazna generacija«, »Ne v mislt« in »Ti si zvezda«, ter drugič za kompilacijo Lepo je... (na 8 kanalni magnetofon) »Smej se«, »Ostan idiot!«, »Vahid Vahid« in kitarski uvod ter zaključek (predelava pionirske pesmi »Lepo je v naši domovini biti mlad«). To so vsi studijski posnetki, ki so ostali za skupino Kuzle. Na svetovnem spletu pa je mogoče zaslediti še več pesmi, ki so bile posnete na stereo prenosni kasetnik na vajah. Skupina je namreč v dveh letih obstoja napisala preko štirideset avtorskih skladb.
Kuzle so doživele podobno usodo kot velika večina mladih glasbenih skupin v tedanji Jugoslaviji: ustvarjalni vzpon in pot skupine je prekinilo zaporedno obvezno služenje vojaškega roka (Dare, Bojan), po katerem se nikoli več ni sestavila. Nekateri njihovi člani pa so še dalje ustvarjali in poskrbeli, da so bile pesmi skupine Kuzle tudi del repertoarja drugih skupin, kot so Zablujena Generacija, Big Foot Mama, Videosex, ...
Zaradi relativno malo nastopov in ustvarjalne mrzlice, so še danes žive zgodbe, da Kuzle nikoli niso ponovile koncertnega repertoarja, ampak so na vsakem koncertu (teh je bilo za dva ducata) ponudile nov izbor skladb. To ni povsem res, je bilo pa na vsakem koncertu nekaj novih skladb, vse pa vsakič v drugem vrstnem redu. Šlo je za eno produktivnejših skupin slovenskega punka in novega vala.
Nekdanji člani skupine so se v letu 2009 ponovno zbrali in posneli 21 originalnih pesmi, ki so januarja 2010 izšle pri založbi Dallas na albumu Še pomnite Kuzle, tovariši?. Sprva so nameravali izdati stare koncertne posnetke, a je bila večina zaradi slabe tehnike neuporabnih, zato so uporabili le nekatere detajle (vzklike, kitarske uvode ipd.), ki so jih vključili v nove posnetke.
Leta 2012 je pri založbi NE!Records iz Švedske izšla LP plošča s priloženim CD z naslovom "Archived". Na njej so zbrani arhivski posnetki: 10 pesmi iz nastopa v Gimnaziji Idrija leta 1981, vsi studijski posnetki (3 iz Lepo je... in 4 iz Radia Študent) ter 6 posnetkov z vaj. Izbor skladb je delo Kuzl. Skupaj 23 pesmi je v studiu očistil in remiksiral I. Turk.

## Člani
Skupino so sestavljali:
- Buni Kuzla (Bojan Lapanja) - vokal
- Dare (Dare Kaurič) - kitara, spremljevalni vokal
- Dule Dule (Dušan Moravec) - bas kitara, spremljevalni vokal
- Itko (Iztok Turk) - bobni

- Vito Vest - vokal
- Iztok Lampe - bobni
- Bojan Pajer - bobni